# Vultee XP-54
Die Vultee XP-54 (Werksbezeichnung Model 84, inoffiziell auch als Swoose Goose bezeichnet) war ein amerikanisches Jagdflugzeug von 1943, von dem nur zwei Prototypen gebaut wurden.

## Geschichte
Gebaut wurde die XP-54 aufgrund einer Anfrage des U.S. Army Air Corps. Die XP-54 gewann die Ausschreibung gegen die konkurrierenden Entwürfe Curtiss-Wright XP-55 und Northrop XP-56. Vultee Aircraft hatte die XP-54 aus seinem früheren Modell V-78 abgeleitet, das bereits eine sehr ähnliche konstruktive Auslegung aufwies. Nach Abschluss der ersten Konstruktion mit Windkanaltests wurde am 8. Januar 1941 ein Vertrag für einen Prototyp abgeschlossen. Am 17. März 1942 wurde dann der zweite Prototyp bestellt.
Die XP-54 besaß einen Druckpropeller. Die doppelten Leitwerksträger waren durch das Höhenleitwerk miteinander verbunden. In den Tragflächen mit einem sogenannten ummantelten Profil („ducted wing section“) waren die Kühler des geplanten Pratt & Whitney X-1800-Motors integriert. Dieser Motor wurde jedoch nicht fertig entwickelt, so dass man ihn durch einen ebenfalls wassergekühlten Lycoming XH-2470 ersetzte. Bereits ab September 1940 wurde die XP-54 von einem Jagdflugzeug für geringe Höhen zu einem Höhenjagdflugzeug umkonstruiert. Es erhielt einen Turbolader, eine Druckkabine und schwere Bewaffnung. Das Fluggewicht stieg dabei stark an.
Die XP-54 war in vieler Hinsicht ein einzigartiges Flugzeug. Der Pilot wurde durch eine Art Aufzug vom Boden ins Cockpit gefahren. Die Flugzeugnase konnte um 3 Grad nach oben bzw. um 6 Grad nach unten geschwenkt werden. In der Flugzeugnase saßen zwei 37-mm-T-9-Kanonen sowie zwei 12,7-mm-MGs. Da die Kanonen mit der Flugzeugnase  mitschwenkten gab es eine Ausgleichsoptik für den Piloten.
Der Erstflug erfolgte am 15. Januar 1943. Die Flugversuche zeigten eine starke Unterschreitung der vertraglich garantierten Flugleistungen. Die Entwicklung des Lycoming XH-2470-Motors wurde abgebrochen und stattdessen der Einbau eines Allison-V-3420-Motors geplant. Der Umbauaufwand und die Kosten verhinderten die Serienproduktion. Der erste Prototyp mit der USAF-Seriennummer 41-1210 wurde noch weiter getestet, aber die Motorenprobleme beendeten schließlich das Projekt nach 86 Flügen. Der zweite Prototyp mit der Seriennummer 42-108994 flog nur einmal am 24. Mai 1944. Fotos des zweiten Prototyps zeigen die aufgemalte Seriennummer 41-1211, die aber wohl bei den ersten Flügen irrtümlich aufgebracht wurde.
Parallel zur XP-54 wurde eine Variante mit dem damals in Entwicklung befindlichen wassergekühlten  42-Zylinder-Sternmotor Wright R-2160 von der Army beauftragt. Der als XP-68 bezeichnete Entwurf wurde jedoch nach kurzer Entwicklungszeit aufgrund der großen technischen Umsetzungsprobleme wieder aufgegeben.

## Technische Daten

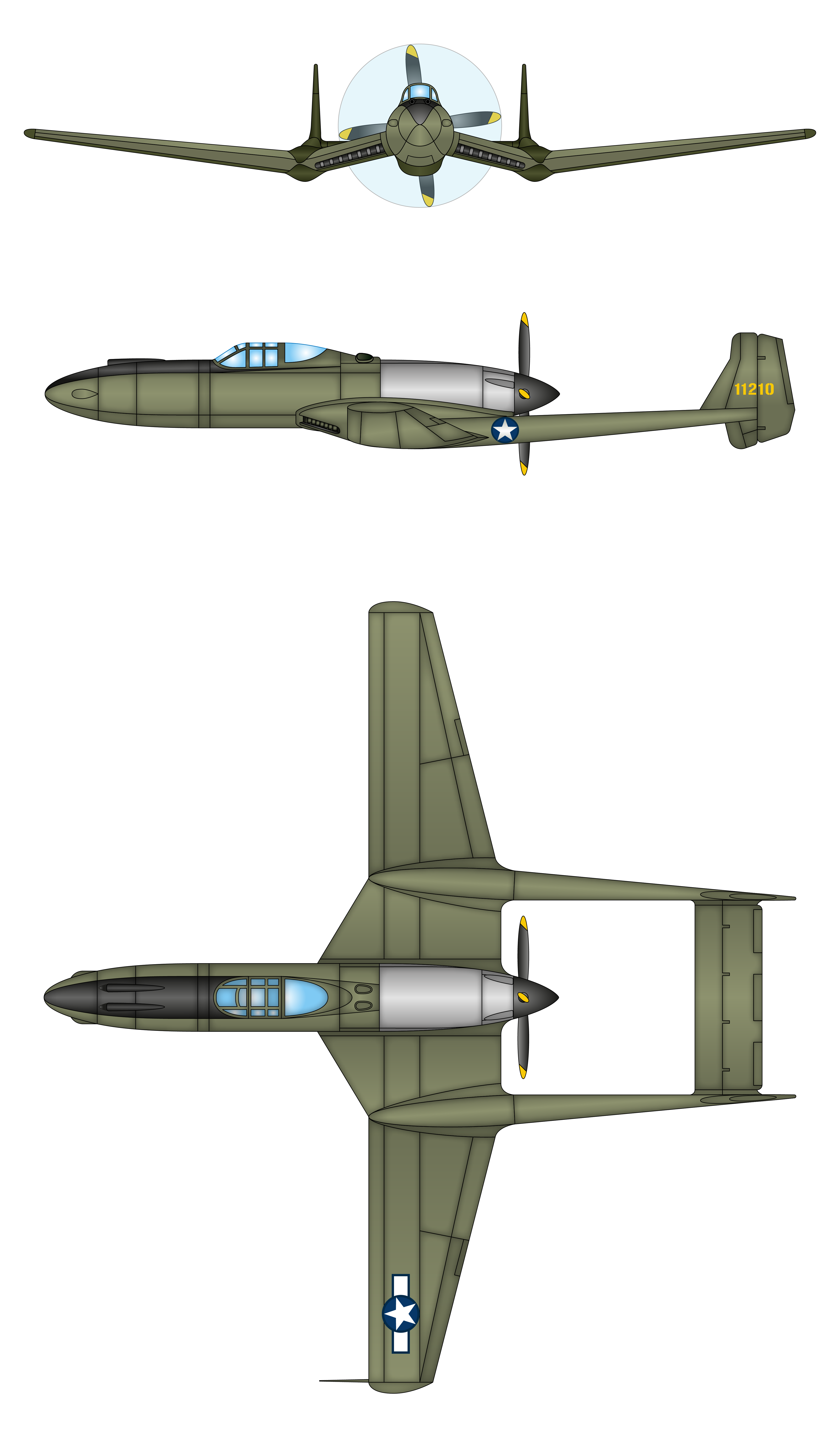
Dreiseitenriss

| Kenngröße             | Daten                                          |
| --------------------- | ---------------------------------------------- |
| Besatzung             | 1                                              |
| Länge                 | 16,69 m                                        |
| Spannweite            | 16,41 m                                        |
| Höhe                  | 4,42 m                                         |
| Flügelfläche          | 42,4 m²                                        |
| Flügelstreckung       | 6,4                                            |
| Leermasse             | 6.923 kg                                       |
| Startmasse            | 8.270 kg                                       |
| Triebwerke            | ein Lycoming XH-2470-1 mit 2.332 PS (1.715 kW) |
| Höchstgeschwindigkeit | 613 km/h in 8.700 m Höhe                       |
| Dienstgipfelhöhe      | 11.300 m                                       |
| Bewaffnung            | zwei 37-mm-T-12/T-13 Kanonen, zwei 12,7-mm-MGs |